# 本同宏成
本同 宏成（ほんどう ひろのり）は、日本の物理学者（結晶学・結晶成長学・食品物理学）。学位は博士（理学）（大阪大学・2003年）。静岡県立大学食品栄養科学部准教授。
立命館大学理工学部講師、北海道農業研究センターテニュアトラック研究員、広島大学生物生産学部講師などを歴任した。

## 来歴

### 生い立ち
国が設置・運営する東北大学に進学し、理学部の物理学科にて学んだ。1998年（平成10年）3月、東北大学を卒業した。そのまま東北大学の大学院に進学し、理学研究科の物理学専攻にて学んだ。2000年（平成12年）3月、東北大学の大学院における博士課程前期を修了した。さらに、国が設置・運営する大阪大学の大学院に進学し、理学研究科の高分子科学専攻にて学んだ。在学中に「Structure analyses of Bacillus stearothermophilus neopullulanase and its substrate complexes」と題した博士論文の執筆に取り組んだ。2003年（平成15年）3月、大阪大学の大学院における博士後期課程を修了した。それに伴い、博士（理学）の学位を取得した。

### 物理学者として
大学院修了後、立命館が設置・運営する立命館大学に採用されることになり、2003年（平成15年）4月より理工学部の講師を務めた。なお、2007年（平成19年）4月より、独立行政法人である日本学術振興会の特別研究員に選任された。2010年（平成22年）4月、独立行政法人である農業・食品産業技術総合研究機構が設置・運営する北海道農業研究センターに採用され、テニュアトラック研究員として配属された。2010年（平成22年）12月、同名の国立大学法人により設置・運営される広島大学に採用され、生物生産学部の講師に就任した。2019年（平成31年）4月、県と同名の公立大学法人により設置・運営される静岡県立大学に採用され、食品栄養科学部の准教授に就任した。なお、あくまで学部の教員であり、大学院の教員は兼務していない。

## 研究
専門は物理学であり、結晶学、結晶成長学、食品物理学といった分野の研究に従事した。具体的には、油脂食品について、その構造や物性相関について研究していた。また、食品の成分について、その結晶の成長に関する研究に取り組んだ。学術団体としては、日本油化学会、日本結晶成長学会、日本農芸化学会などに所属した。

## 人物
名の「宏成」は「ひろのり」と読む。

## 略歴
- 1998年 - 東北大学理学部卒業[1]。
- 2000年 - 東北大学大学院理学研究科博士課程前期修了[1]。
- 2003年 - 大阪大学大学院理学研究科博士後期課程修了[1]。
- 2003年 - 立命館大学理工学部講師[5]。
- 2007年 - 日本学術振興会特別研究員[5]。
- 2010年 - 北海道農業研究センターテニュアトラック研究員[5]。
- 2010年 - 広島大学生物生産学部講師[5]。
- 2019年 - 静岡県立大学食品栄養科学部准教授[5]。

## 著作

### 分担執筆、寄稿、等
- Carbohydrate-active enzymes -- structure, function and applications, Kwan-Hwa Park (ed.), Woodhead Publishing, 2008. ISBN 9781439801581
- 松村康生・松宮健太郎・小川晃弘監修『食品の界面制御技術と応用――開発現場と研究最前線を繋ぐ』シーエムシー出版、2011年。ISBN 9784781304045
- 界面活性剤評価・試験法編集委員会編『界面活性剤評価・試験法』2版、日本油化学会、2016年。ISBN 9784931249080
- Crystallization of Lipids -- Fundamentals and Applications in Food, Cosmetics, and Pharmaceuticals, Kiyotaka Sato (ed.), Woodhead Publishing, 2018. ISBN 9781118593929

### 註釈
1. ↑  東北大学は、のちに国から国立大学法人東北大学に移管された。
2. ↑  大阪大学は、のちに国から国立大学法人大阪大学に移管された。
3. ↑  独立行政法人農業・食品産業技術総合研究機構は、のちに国立研究開発法人農業・食品産業技術総合研究機構の源流の一つとなった。
4. ↑  北海道農業研究センターは、かつての北海道農業試験場の流れを汲む。

## 関連人物
- 一ノ瀬祥一